# Lac de Razisse
Le lac de Razisse, Rasisse ou Rassisse, est un lac artificiel situé sur les communes de Terre-de-Bancalié et de Teillet, dans le Tarn (France).

## Description
Le lac de Razisse est créé en 1955, par la construction du barrage éponyme sur le cours du Dadou. Il sert à alimenter en eau les 51 communes du Syndicat mixte du Dadou, et une centrale hydroélectrique.
Le château de Grandval, incendié au cours de la Seconde Guerre mondiale, est désormais immergé dans l'étendue d'eau.
À partir de 2014, de nouveaux aménagements sont réalisés. Le barrage est surélevé et reçoit un évacuateur de crues pour prévenir le risque des crues décamillaires.

## Caractéristiques
Le barrage de Razisse s'étend sur 300 mètres de longueur et 30 mètres de haut. Il retient 13 000 milliers de m³ d'eau. Son bassin versant est de 210 km², tandis que le lac s'étend sur 130 hectares.

## Activités
Le lac de Razisse et ses abords disposent de peu d'équipements et aménagements destinés à l'accueil touristique. Le lac ayant d'abord une vocation de réservoir d'eau potable, il n'y a pas de volonté de développement touristique de la part des collectivités, ce qui en fait une zone relativement préservée.
Cependant, les activités suivantes sont de plus en plus pratiquées :
• randonnée pédestre : ces dernières années ont vu la création de nombreux sentiers autour du lac, sentiers qui ne sont pas encore balisés ou labellisés
• trail : le Trail des Bartàs organisé par l'association "La Méridienne Verte Teillet", dont le parcours effectue le tour du lac de Razisse, réunit plus de 200 coureurs tous les ans
• pêche (au rivage ou float-tube)
• canoë, kayak et paddle
La baignade est interdite par arrêté municipal.